# Leumicamia musakensis
Leumicamia musakensis là một loài bướm đêm trong họ Noctuidae.